# Hemideina femorata
Hemideina femorata är en insektsart som beskrevs av Frederick Wollaston Hutton 1896. Hemideina femorata ingår i släktet Hemideina och familjen Anostostomatidae. Inga underarter finns listade i Catalogue of Life.